# Empoli Football Club 2009-2010
Questa pagina raccoglie i dati riguardanti l'Empoli Football Club nelle competizioni ufficiali della stagione 2009-2010.

## Divise e sponsor
Lo sponsor tecnico per la stagione 2009-2010 è Asics, il primo sponsor ufficiale è Limonta Sport e il secondo sponsor ufficiale è la Computer Gross.
| Casa | Trasferta | Terza maglia |

## Società
Area direttiva
- Presidente: Fabrizio Corsi
- Vicepresidente: Roberto Bitossi
- Vicepresidente: Andrea Caponi
- Consigliere: Salvatore Comunale
- Consigliere: Gino Zavanella
- Amministratore delegato: Francesco Ghelfi

Area organizzativa
- Direttore Generale: Giuseppe Vitale
- Segretario Generale: Stefano Calistri
- Segretario sportivo: Graziano Billocci
- Responsabile Settore giovanile: Marcello Carli
- Responsabile osservatori: Roberto Tolomei
- Team Manager: Massimiliano Cappellini

Area comunicazione
- Area Comunicazione: Gianni Assirelli

Area marketing
- Marketing: Gianmarco Lupi

Area tecnica
- Allenatore: Salvatore Campilongo
- Allenatore in seconda: Raffaele Di Napoli
- Assistente tecnico: Giovanni Martusciello
- Preparatore atletico: Claudio Selmi
- Preparatore dei portieri: Mauro Marchisio

Area sanitaria
- Medico sociale: dott. Giovanni Falai, dott. Massimo Morelli
- Massaggiatori: Fabrizio Calattini, Simone Capaccioli

## Rosa
| N. |                      | Ruolo | Calciatore                     |
| -- | -------------------- | ----- | ------------------------------ |
| 1  | Italia (bandiera)    | P     | Davide Bassi                   |
| 2  | Italia (bandiera)    | D     | Andrea Cupi                    |
| 3  | Polonia (bandiera)   | D     | Adam Kokoszka                  |
| 4  | Italia (bandiera)    | D     | Vittorio Tosto (vice capitano) |
| 5  | Italia (bandiera)    | C     | Davide Moro                    |
| 5  | Italia (bandiera)    | C     | Tony D'Amico                   |
| 6  | Italia (bandiera)    | C     | Mirko Valdifiori               |
| 7  | Brasile (bandiera)   | A     | Éder Citadin Martins           |
| 8  | Italia (bandiera)    | C     | Francesco Marianini            |
| 9  | Italia (bandiera)    | A     | Nicola Pozzi                   |
| 9  | Italia (bandiera)    | D     | Angelo Antonazzo               |
| 10 | Italia (bandiera)    | C     | Ighli Vannucchi (capitano)     |
| 11 | Italia (bandiera)    | A     | Luca Saudati                   |
| 13 | Italia (bandiera)    | D     | Felice Piccolo                 |
| 13 | Italia (bandiera)    | D     | Lorenzo Tonelli                |
| 14 | Italia (bandiera)    | C     | Roberto Guitto                 |
| 15 | Venezuela (bandiera) | C     | Franco Signorelli              |
| 16 | Italia (bandiera)    | D     | Gabriele Angella               |
| 17 | Italia (bandiera)    | C     | Gianluca Musacci               |
| 18 | Italia (bandiera)    | A     | Thomas Lucie-Smith             |

| N. |                    | Ruolo | Calciatore         |
| -- | ------------------ | ----- | ------------------ |
| 18 | Romania (bandiera) | A     | Nicolao Dumitru    |
| 19 | Italia (bandiera)  | D     | Simone Iacoponi    |
| 20 | Italia (bandiera)  | A     | Cristian Cesaretti |
| 21 | Italia (bandiera)  | C     | Francesco Lodi     |
| 21 | Italia (bandiera)  | D     | Lorenzo Stovini    |
| 22 | Italia (bandiera)  | D     | Alessandro Vinci   |
| 23 | Italia (bandiera)  | P     | Renato Dossena     |
| 24 | Uruguay (bandiera) | C     | Gastón Camaño      |
| 25 | Italia (bandiera)  | D     | Daniele Mori       |
| 26 | Italia (bandiera)  | C     | Marco Mancosu      |
| 27 | Italia (bandiera)  | P     | Alberto Pelagotti  |
| 28 | Italia (bandiera)  | C     | Samuele Pizza      |
| 31 | Italia (bandiera)  | A     | Diego Fabbrini     |
| 34 | Italia (bandiera)  | C     | Cristian Pasquato  |
| 36 | Serbia (bandiera)  | C     | Nikola Gulan       |
| 39 | Italia (bandiera)  | A     | Salvatore Caturano |
| 59 | Italia (bandiera)  | C     | Pietro De Giorgio  |
| 77 | Italia (bandiera)  | A     | Matteo Negrini     |
| 99 | Italia (bandiera)  | A     | Claudio Coralli    |

## Calciomercato

### Sessione estiva(dall'1/7 al 31/8)
| Acquisti | Acquisti           | Acquisti     | Acquisti                                        |
| R.       | Nome               | da           | Modalità                                        |
| -------- | ------------------ | ------------ | ----------------------------------------------- |
| P        | Alberto Pelagotti  | Manfredonia  | fine prestito                                   |
| D        | Angelo Antonazzo   | Chievo       | prestito                                        |
| D        | Simone Iacoponi    | Monza        | fine prestito                                   |
| D        | Nikola Gulan       | Fiorentina   | prestito                                        |
| C        | Marco Mancosu      | Cagliari     | prestito                                        |
| C        | Pietro De Giorgio  |              | svincolato                                      |
| C        | Samuele Pizza      | Monza        | fine prestito                                   |
| A        | Éder               | Frosinone    | riscatto della compartecipazione (2,50 milioni) |
| A        | Cristian Cesaretti | Foligno      | fine prestito                                   |
| A        | Thomas Lucie Smith | Castelfranco | definitivo                                      |

| Cessioni | Cessioni           | Cessioni  | Cessioni          |
| R.       | Nome               | a         | Modalità          |
| -------- | ------------------ | --------- | ----------------- |
| P        | Gianmarco D'Oria   | Prato     | prestito          |
| D        | Felice Piccolo     | Chievo    | prestito          |
| D        | Lino Marzoratti    | Cagliari  | compartecipazione |
| D        | Rocco Sabato       |           | svincolato        |
| D        | Jorge Vargas       |           | svincolato        |
| D        | Gianluigi Bianco   | Sampdoria | definitivo        |
| C        | Davide Moro        | Livorno   | prestito          |
| C        | Samuele Pizza      | Viareggio | compartecipazione |
| C        | Davide Carrus      |           | svincolato        |
| C        | Francesco Lodi     | Udinese   | prestito          |
| C        | Antonio Buscè      | Reggina   | definitivo        |
| A        | Francesco Flachi   |           | svincolato        |
| A        | Nicola Pozzi       | Sampdoria | prestito          |
| A        | Daniele Corvia     | Siena     | fine prestito     |
| A        | Thomas Lucie Smith | Potenza   | prestito          |

### Trasferimenti tra le due sessioni
| Acquisti | Acquisti        | Acquisti   | Acquisti |
| R.       | Nome            | da         | Modalità |
| -------- | --------------- | ---------- | -------- |
| D        | Lorenzo Stovini | svincolato |          |

### Sessione invernale(dal 2/1 al 31/1)
| Acquisti | Acquisti           | Acquisti | Acquisti      |
| R.       | Nome               | da       | Modalità      |
| -------- | ------------------ | -------- | ------------- |
| A        | Thomas Lucie Smith | Potenza  | fine prestito |
| C        | Tony D'amico       | Foggia   | definitivo    |

| Cessioni | Cessioni           | Cessioni   | Cessioni      |
| R.       | Nome               | a          | Modalità      |
| -------- | ------------------ | ---------- | ------------- |
| C        | Matteo Negrini     | Ternana    | definitivo    |
| A        | Cristian Pasquato  | Juventus   | fine prestito |
| A        | Salvatore Caturano | Viareggio  | prestito      |
| A        | Thomas Lucie Smith | Colligiana | prestito      |

## Risultati

### Serie B

#### Girone di andata
| Arbitro: | Nasca (Bari) |

|                          |           |  |
| Lodi 42’ (rig.) Éder 85’ | Marcatori |  |

| Arbitro: | Morganti (Ascoli Piceno) |

|                                        |           |  |
| Di Michele 60’ Pratali 71’ Bianchi 86’ | Marcatori |  |

| Arbitro: | Doveri (Roma) |

|                                         |           |            |
| Saudati 28’ Antonazzo 79’ Coralli 90+2’ | Marcatori | 62’ Cutolo |

| Arbitro: | Brighi (Cesena) |

|                              |           |  |
| Mastronunzio 7’ Colacone 43’ | Marcatori |  |

| Arbitro: | De Marco (Chiavari) |

|                          |           |  |
| Marianini 8’ Coralli 19’ | Marcatori |  |

| Arbitro: | Peruzzo (Vicenza) |

|                    |           |  |
| Catellani 19’, 65’ | Marcatori |  |

| Arbitro: | Guida (Torre Annunziata) |

|                                                        |           |                                  |
| Éder 12’ (rig.), 51’ Cherubin 43’ (aut.) Marianini 90’ | Marcatori | 2’ (rig.), 75’ Iunco 40’ Curiale |

| Lecce 3 ottobre 2009, ore 15:30 CEST 8ª giornata | Gallipoli         | 0 – 0 referto | Empoli | Stadio Via del Mare (1.082 spett.)\| Arbitro: \| Gava (Conegliano) \| |
| Arbitro:                                         | Gava (Conegliano) |               |        |                                                                       |

| Arbitro: | Giancola (Vasto) |

|          |           |               |
| Éder 39’ | Marcatori | 62’ Siligardi |

| Arbitro: | Tommasi (Bassano del Grappa) |

|              |           |             |
| Salviato 57’ | Marcatori | 67’ Coralli |

| Arbitro: | Tozzi (Ostia) |

|                                                           |           |                                   |
| Vannucchi 27’ Éder 36’ (rig.), 49’ (rig.) Antonazzo 90+2’ | Marcatori | 54’ Bernacci 74’ (rig.) Antenucci |

| Arbitro: | Calvarese (Teramo) |

|          |           |  |
| Vives 6’ | Marcatori |  |

| Arbitro: | Tommasi (Bassano del Grappa) |

|                           |           |  |
| Marianini 41’ Coralli 61’ | Marcatori |  |

| Arbitro: | Bergonzi (Genova) |

|            |           |  |
| Caputo 74’ | Marcatori |  |

| Arbitro: | Calvarese (Teramo) |

|                         |           |                                                  |
| Rabito 59’ Di Nardo 82’ | Marcatori | 23’ (aut.) Trevisan 40’ Pasquato 90+1’ Marianini |

| Arbitro: | Gava (Conegliano) |

|                            |           |  |
| Coralli 44’ Valdifiori 74’ | Marcatori |  |

| Arbitro: | Valeri (Roma 2) |

|                     |           |                        |
| Caracciolo 27’, 43’ | Marcatori | 40’, 90+3’ (rig.) Éder |

| Arbitro: | Doveri (Roma 1) |

|                 |           |  |
| Éder 84’ (rig.) | Marcatori |  |

| Arbitro: | Gava (Conegliano) |

|                     |           |  |
| Perico 29’ Sala 60’ | Marcatori |  |

| Arbitro: | Banti (Livorno) |

|             |           |             |
| Coralli 90’ | Marcatori | 42’ Noselli |

| Arbitro: | Russo (Nola) |

|             |           |  |
| Pinilla 70’ | Marcatori |  |

#### Girone di ritorno
| Piacenza 16 gennaio 2010, ore 15:30 CET 22ª giornata | Piacenza       | 0 – 0 referto | Empoli | Stadio Leonardo Garilli (2.439 spett.)\| Arbitro: \| Peruzzo (Nola) \| |
| Arbitro:                                             | Peruzzo (Nola) |               |        |                                                                        |

| Empoli 22 gennaio 2010, ore 20:45 CET 23ª giornata | Empoli            | 0 – 0 referto | Torino | Stadio Carlo Castellani (3.880 spett.)\| Arbitro: \| Rizzoli (Bologna) \| |
| Arbitro:                                           | Rizzoli (Bologna) |               |        |                                                                           |

| Arbitro: | Tommasi (Bassano del Grappa) |

|                                    |           |            |
| Ginestra 57’ (rig.) Gabionetta 81’ | Marcatori | 90+2’ Éder |

| Arbitro: | Saccani (Mantova) |

|                               |           |  |
| Coralli 8’, 55’ Cesaretti 81’ | Marcatori |  |

| Arbitro: | Gervasoni (Mantova) |

|                                      |           |             |
| Basso 18’ Troianiello 63’ Mazzeo 68’ | Marcatori | 34’ Coralli |

| Arbitro: | Gallione (Alessandria) |

|                                         |           |  |
| Éder 28’ (rig.) Coralli 33’ Saudati 78’ | Marcatori |  |

| Arbitro: | Orsato (Schio) |

|                    |           |              |
| Ardemagni 23’, 63’ | Marcatori | 73’ Fabbrini |

| Arbitro: | De Marco (Chiavari) |

|                             |           |                |
| Coralli 29’ Éder 59’ (rig.) | Marcatori | 44’, 61’ Daino |

| Arbitro: | Tommasi (Bassano del Grappa) |

|                |           |  |
| Della Rocca 1’ | Marcatori |  |

| Arbitro: | Doveri (Roma 1) |

|                                               |           |  |
| Vannucchi 4’ Coralli 45’ (rig.), 61’ Éder 78’ | Marcatori |  |

| Arbitro: | Nasca (Bari) |

|                            |           |             |
| C.Amoroso 4’ Antenucci 37’ | Marcatori | 52’ Coralli |

| Arbitro: | Peruzzo (Schio) |

|                      |           |                      |
| Éder 35’ (rig.), 85’ | Marcatori | 8’ Angelo 19’ Corvia |

| Arbitro: | Giannoccaro (Lecce) |

|                    |           |          |
| Brienza 62’ (rig.) | Marcatori | 41’ Éder |

| Arbitro: | Giancola (Vasto) |

|                                                     |           |                        |
| Éder 38’, 43’ (rig.), 58’ (rig.), 61’ Marianini 88’ | Marcatori | 15’ Dionisi 20’ Caputo |

| Arbitro: | Ciampi (Roma 1) |

|                                              |           |  |
| Éder 20’, 40’ Coralli 82’ (rig.) Musacci 89’ | Marcatori |  |

| Arbitro: | Tommasi (Bassano del Grappa) |

|                            |           |                                        |
| G.Colucci 2’ Schelotto 47’ | Marcatori | 42’ Coralli 67’ Musacci 75’ De Giorgio |

| Arbitro: | Gava (Conegliano Veneto) |

|          |           |                               |
| Éder 64’ | Marcatori | 58’ Possanzini 83’ Caracciolo |

| Arbitro: | Calvarese (Teramo) |

|                                   |           |          |
| Bjelanović 19’ Sgrigna 73’ (rig.) | Marcatori | 27’ Éder |

| Arbitro: | Celi (Campobasso) |

|                 |           |                                 |
| Éder 90’ (rig.) | Marcatori | 9’ Foglio 18’ Geroni 45’ Cioffi |

| Arbitro: | Valeri (Roma 2) |

|                                    |           |                        |
| Riccio 9’ Quadrini 57’ Noselli 68’ | Marcatori | 65’ Vannucchi 74’ Éder |

| Arbitro: | Giancola (Vasto) |

|                    |           |                             |
| Tosto 15’ Éder 67’ | Marcatori | 29’ M.Esposito 32’ Carobbio |

### Coppa Italia
| Arbitro: | Velotto (Grosseto) |

|                             |           |  |
| Lodi 43’ (rig.) Angella 79’ | Marcatori |  |

| Arbitro: | Gava (Conegliano) |

|                                              |                      |                                     |
| G.Greco 80’ (rig.)                           | Marcatori            | 76’ (rig.) Lodi                     |
| Stellini G.Greco Bonucci A.Masiello De Vezze | Tiri di rigore 4 – 5 | Lodi Vannucchi Éder Coralli Piccolo |

| Arbitro: | Valeri (Roma 2) |

|                                |           |  |
| Moretti 8’ Morimoto 75’ (rig.) | Marcatori |  |

## Statistiche

### Statistiche di squadra
| Competizione | Punti | In casa | In casa | In casa | In casa | In casa | In casa | In trasferta | In trasferta | In trasferta | In trasferta | In trasferta | In trasferta | Totale | Totale | Totale | Totale | Totale | Totale | DR  |
| Competizione | Punti | G       | V       | N       | P       | Gf      | Gs      | G            | V            | N            | P            | Gf           | Gs           | G      | V      | N      | P      | Gf     | Gs     | DR  |
| ------------ | ----- | ------- | ------- | ------- | ------- | ------- | ------- | ------------ | ------------ | ------------ | ------------ | ------------ | ------------ | ------ | ------ | ------ | ------ | ------ | ------ | --- |
| Serie B      | 56    | 21      | 13      | 6       | 2       | 49      | 21      | 21           | 2            | 5            | 14           | 17           | 35           | 42     | 15     | 11     | 16     | 66     | 56     | +10 |
| Coppa Italia |       | 1       | 1       | 0       | 0       | 2       | 0       | 2            | 0            | 1            | 1            | 1            | 3            | 3      | 1      | 1      | 1      | 3      | 3      | 0   |
| Totale       |       | 22      | 14      | 6       | 2       | 51      | 21      | 23           | 2            | 6            | 15           | 18           | 38           | 45     | 16     | 12     | 17     | 69     | 59     | +10 |

### Andamento in campionato
| Giornata  | 1 | 2  | 3 | 4  | 5 | 6 | 7 | 8 | 9 | 10 | 11 | 12 | 13 | 14 | 15 | 16 | 17 | 18 | 19 | 20 | 21 | 22 | 23 | 24 | 25 | 26 | 27 | 28 | 29 | 30 | 31 | 32 | 33 | 34 | 35 | 36 | 37 | 38 | 39 | 40 | 41 | 42 |
| --------- | - | -- | - | -- | - | - | - | - | - | -- | -- | -- | -- | -- | -- | -- | -- | -- | -- | -- | -- | -- | -- | -- | -- | -- | -- | -- | -- | -- | -- | -- | -- | -- | -- | -- | -- | -- | -- | -- | -- | -- |
| Luogo     | C | T  | C | T  | C | T | C | T | C | T  | C  | T  | C  | T  | T  | C  | T  | C  | T  | C  | T  | T  | C  | T  | C  | T  | C  | T  | C  | T  | C  | T  | C  | T  | C  | C  | T  | C  | T  | C  | T  | C  |
| Risultato | V | P  | V | P  | V | P | V | N | N | N  | V  | P  | V  | P  | V  | V  | N  | V  | P  | N  | P  | N  | N  | P  | V  | P  | V  | P  | N  | P  | V  | P  | N  | N  | V  | V  | V  | P  | P  | P  | P  | N  |
| Posizione | 3 | 13 | 7 | 11 | 8 | 8 | 7 | 8 | 9 | 9  | 7  | 9  | 8  | 8  | 5  | 3  | 5  | 4  | 5  | 5  | 6  | 6  | 7  | 8  | 7  | 8  | 7  | 8  | 10 | 10 | 9  | 9  | 9  | 10 | 10 | 8  | 7  | 9  | 9  | 9  | 9  | 10 |

Fonte:  Serie B – Classifiche, su fullsoccer.eu, FULLSOCCER (archiviato dall'url originale il 24 settembre 2015).
Legenda:

Luogo: C = Casa; T = Trasferta. Risultato: V = Vittoria; N = Pareggio; P = Sconfitta.

### Statistiche dei giocatori
| Giocatore     | Serie B  | Serie B | Serie B     | Serie B    | Coppa Italia | Coppa Italia | Coppa Italia | Coppa Italia | Totale   | Totale | Totale      | Totale     |
| Giocatore     | Presenze | Reti    | Ammonizioni | Espulsioni | Presenze     | Reti         | Ammonizioni  | Espulsioni   | Presenze | Reti   | Ammonizioni | Espulsioni |
| ------------- | -------- | ------- | ----------- | ---------- | ------------ | ------------ | ------------ | ------------ | -------- | ------ | ----------- | ---------- |
| D. Bassi      | 39       | -52     | 2           | 0          | 2            | -1           | 0            | 0            | 41       | -53    | 2           | 0          |
| A. Cupi       | 9        | 0       | 1           | 0          | 3            | 0            | 0            | 0            | 12       | 0      | 1           | 0          |
| A. Kokoszka   | 22       | 0       | 4           | 0          | 2            | 0            | 0            | 0            | 24       | 0      | 4           | 0          |
| V. Tosto      | 29       | 1       | 4           | 0          | 2            | 0            | 0            | 0            | 31       | 1      | 4           | 0          |
| T. D'Amico    | 13       | 0       | 4           | 0          | 0            | 0            | 0            | 0            | 13       | 0      | 4           | 0          |
| M. Valdifiori | 34       | 1       | 10          | 0          | 2            | 0            | 1            | 0            | 36       | 1      | 11          | 0          |
| Éder          | 40       | 27      | 8           | 1          | 2            | 0            | 0            | 0            | 42       | 27     | 8           | 1          |
| F. Marianini  | 37       | 5       | 7           | 0          | 2            | 0            | 1            | 0            | 39       | 5      | 8           | 0          |
| A. Antonazzo  | 32       | 2       | 6           | 1          | 1            | 0            | 0            | 0            | 33       | 2      | 6           | 1          |
| I. Vannucchi  | 38       | 3       | 7           | 0          | 1            | 0            | 0            | 0            | 39       | 3      | 7           | 0          |
| L. Saudati    | 26       | 2       | 6           | 1          | 1            | 0            | 0            | 0            | 27       | 2      | 6           | 1          |
| G. Angella    | 36       | 0       | 8           | 1          | 2            | 1            | 0            | 0            | 38       | 1      | 8           | 1          |
| G. Musacci    | 34       | 2       | 8           | 0          | 1            | 0            | 0            | 0            | 35       | 2      | 8           | 0          |
| N. Dimitru    | 1        | 0       | 0           | 0          | 0            | 0            | 0            | 0            | 1        | 0      | 0           | 0          |
| S. Iacoponi   | 6        | 0       | 1           | 0          | 1            | 0            | 0            | 0            | 7        | 0      | 1           | 0          |
| C. Cesaretti  | 7        | 1       | 1           | 0          | 1            | 0            | 0            | 0            | 8        | 1      | 1           | 0          |
| L. Stovini    | 25       | 0       | 5           | 0          | 0            | 0            | 0            | 0            | 25       | 0      | 5           | 0          |
| A. Vinci      | 21       | 0       | 7           | 1          | 2            | 0            | 0            | 0            | 23       | 0      | 7           | 1          |
| R. Dossena    | 3        | -2      | 0           | 0          | 1            | -2           | 0            | 0            | 4        | -4     | 0           | 0          |
| D. Mori       | 3        | 0       | 0           | 0          | 0            | 0            | 0            | 0            | 3        | 0      | 0           | 0          |
| M. Mancosu    | 7        | 0       | 2           | 0          | 0            | 0            | 0            | 0            | 7        | 0      | 2           | 0          |
| A. Pelagotti  | 2        | -2      | 0           | 0          | 1            | 0            | 0            | 0            | 3        | -2     | 0           | 0          |
| D. Fabbrini   | 30       | 1       | 2           | 0          | 2            | 0            | 0            | 0            | 32       | 1      | 2           | 0          |
| N. Gulan      | 25       | 0       | 1           | 0          | 0            | 0            | 0            | 0            | 25       | 0      | 1           | 0          |
| P. De Giorgio | 19       | 1       | 1           | 0          | 1            | 0            | 0            | 0            | 20       | 1      | 1           | 0          |
| R. Guitto     | 0        | 0       | 0           | 0          | 1            | 0            | 0            | 0            | 1        | 0      | 0           | 0          |
| C. Coralli    | 36       | 16      | 3           | 0          | 1            | 0            | 0            | 0            | 37       | 16     | 3           | 0          |
| M. Negrini    | 0        | 0       | 0           | 0          | 1            | 0            | 0            | 0            | 1        | 0      | 0           | 0          |
| C. Pasquato   | 12       | 1       | 1           | 0          | 1            | 0            | 0            | 0            | 13       | 1      | 1           | 0          |
| S. Caturano   | 0        | 0       | 0           | 0          | 1            | 0            | 0            | 0            | 1        | 0      | 0           | 0          |
| D. Moro       | 0        | 0       | 0           | 0          | 2            | 0            | 0            | 0            | 2        | 0      | 0           | 0          |
| N. Pozzi      | 0        | 0       | 0           | 0          | 2            | 0            | 0            | 0            | 2        | 0      | 0           | 0          |
| F. Piccolo    | 0        | 0       | 0           | 0          | 1            | 0            | 0            | 0            | 1        | 0      | 0           | 0          |
| F. Lodi       | 1        | 1       | 0           | 0          | 2            | 2            | 0            | 0            | 3        | 3      | 0           | 0          |